# Rudi Büttner
Rudi Büttner (Pseudonym Fred Reiner; * 2. Mai 1929 in Erlangen; † 8. Juli 2014 in Vaterstetten) war ein deutscher Conférencier und Textdichter.

## Leben
Rudi Büttner erlernte zunächst die Berufe Landwirt und dann Bankkaufmann (jeweils mit Abschluss), bevor er seine Bühnenkarriere begann. Seine große Stärke war die Conférence, also die (oftmals) humoristische Überleitung zwischen musikalischen Darbietungen. Er moderierte sechs Jahre lang als Chefsprecher die Tourneen von Max Greger und seinem Orchester. Bayerische Volkskünstler wie Liesl Karlstadt, Maxl Graf, Georg Blädel, Wastl Witt, Ida Schumacher oder Bally Prell begleitete er ebenso wie die Schlagerstars Freddy Quinn, Caterina Valente, Peter Alexander, Udo Jürgens, Rex Gildo und Lolita. Vier Jahre lang war er Unterhaltungsdirektor im Kurhaus Ruhpolding, wo er Auftritte unter anderem von Zarah Leander, Lale Andersen, Werner Finck und Jürgen von Manger organisierte.
Aber Büttner stand nicht nur auf der Bühne, sondern wirkte auch als Textdichter in der Schlager- und Volksmusik-Szene mit. Er schrieb ca. 500 Liedtexte, was ihm auch eine Goldene Schallplatte einbrachte. Dazu war er zwei Jahrzehnte lang als Moderator des Bayerischen Rundfunks tätig. Einige Jahre lang arbeitete Rudi Büttner als Conférencier auf großen Kreuzfahrtschiffen, so auf den letzten drei Luxuslinern mit dem Namen Europa, auf der Maxim Gorkiy, der Delphin Renaissance und anderen.
In der Künstler- und Artistenzeitschrift Das Organ unterhielt er mehrere Jahre lang eine ständige Kolumne unter dem Titel „Rudis Podium für Schlager-Allerlei“.
Rudi Büttner war der Vater des Musikwissenschaftlers Fred Büttner.

## Liedtexte (Auswahl)
- Links, rechts, vor, zurück (Schunkelkarussell), Musik: Karl Barthel, gesungen von Die drei lustigen Moosacher
- Dankeschön und auf Wiedersehn, Musik: Eric Hein
- Einmal noch Athen sehn, Musik: Peter Aschberger, gesungen von Jimmy Makulis
- Nur net brumma, Musik:  Peter Aschberger, gesungen von Die 3 Zwidern
- Ein Sommer voll Zärtlichkeit, Musik: Peter Aschberger, gesungen von Jimmy Makulis
- Sag dem Herrgott Dank dafür, Musik: Peter Aschberger, gesungen von Brigitte Traeger
- Aus Liebe zur Heimat, Musik: Walter Geiger, gesungen von Sepp Viellechner
- Immer wieder Country Lieder, Musik: Thomas Rebensburg, gesungen von Jonny Ringo
- Heimat deine stillen Berge, Musik: Sepp Viellechner, gesungen von Sepp Viellechner
- Schneeflocken locken, Musik: Wolfgang Rödelberger, gesungen von Uschi Bauer
- Laß dich bald wieder sehn, Musik: Mark Alpine, gesungen von Werner Art
- Ich mag die schönen Melodien, Musik: Thomas Rebensburg, gesungen von Helga Reichl
- Alle Kinder wolln im Winter, Musik: Marc Alpine, gesungen von Duo Treibsand

## Diskografie

### Singles
- Ich liebe you/Lachen Sie mal, mit dem Orchester Max Greger, Polydor 1959
- Babs, Babs, Barbara/Mit einem Apfel fing es an (A Hundred Pounds of Clay), mit dem Orchester Werner Müller, Decca 1961
- Hallo Darling, hier ist Peter/Dam-Dam-Di-Dam, mit dem Orchester Werner Müller, Decca 1963
- Scharfe Schüsse von und mit Rudi Büttner (Live-Aufnahmen), Starlet

### Alben
- 40 Jahre Show-Business mit und um Rudi Büttner, Bogner Records, 1993
- 50 Jahre Show-Business mit und um Rudi Büttner, Bogner Records, 2003